# Metoda wartości wypracowanej

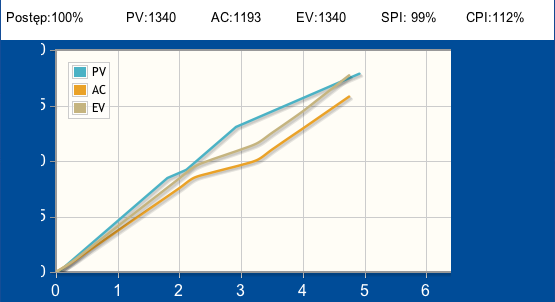
Wykres wskaźników PV, EV i AC metody EVM

Metoda wartości wypracowanej (ang. Earned Value Method, w skrócie EVM lub Earned Value Analysis, w skrócie EVA) – metoda pozwalająca na kontrolę postępu realizacji projektu w wymiarze zakresu, kosztu i czasu. Metoda nie pozwala na pomiar jakości produktów projektu.
Założeniem metody jest porównanie planowanego postępu prac projektowych (planowanego zakresu) w kontekście czasu (harmonogramu) i kosztu (budżetu) do rzeczywistego wykonania, stąd może być jedynie stosowana w podejściu kaskadowym (ang. waterfall) do prowadzenia projektów. Innymi słowy zakłada się w tej metodzie, że jeśli:
- na dany dzień wykonano zaplanowane prace, to projekt jest w terminie,
- na dany dzień zapłacono za wykonane prace tyle, ile zaplanowano w planie kosztów, to projekt jest w budżecie.

W tych dwóch sytuacjach projekt jest w dobrej kondycji, bo realizowany jest zgodnie z planem. Jeżeli zaś na dany dzień wykonano więcej prac (zakresu), to mamy do czynienia z wyprzedzeniem, a jeżeli zapłacono mniej niż zakładano za te prace, to mamy oszczędności. I analogicznie, jeśli wykonano mniej prac, to mamy opóźnienie, a jeżeli zapłacono za nie więcej niż w budżecie, to mamy przekroczenie kosztów.
Metoda EVM jest techniką wspomagającą zarządzanie projektami wymienianą przez PMBOK Guide oraz wymagania kompetencyjne IPMA, obecną na egzaminach prowadzonych przez PMI: PMP, CAPM, PgMP oraz egzaminach IPMA na poziomie C i D.

## Matematyczna interpretacja
Metoda posługuje się kilkunastoma wskaźnikami, z których najbardziej podstawowe to:
- PV (planned value, albo BCWS – Budgeted Cost of Work Scheduled) – informuje o tym, jaka powinna być wartość zakresu dostarczonego od początku projektu do dnia kontroli.
- EV (earned value, albo BCWP – Budgeted Cost of Work Performed) – informuje o tym, jaka jest wartość zakresu dostarczonego od początku projektu do dnia kontroli, ale liczona w stawkach przyjętych w budżecie projektu.
- AC (actual cost, albo ACWP – Actual Cost of Work Performed) – informuje o zużytym faktycznie koszcie projektu od początku do dnia kontroli.
- SPI (Schedule Performance Index) = EV / PV
- SV (Schedule Variance) = EV – PV
- CPI (Cost Performance Index) = EV / AC
- CV (Cost Variance) = EV – AC

Metoda pozwala ocenić kondycję projektu w kontekście zgodności tempa prac i konsumpcji budżetu z założonym planem. Pozwala również prognozować datę końca projektu i wielkość kosztów całego projektu na podstawie analizy dynamiki zmian wskaźników EV i AC w porównaniu do PV.

## Graficzna interpretacja
Metoda wartości wypracowanej oprócz analizy stanu projektu za pomocą wskaźników pozwala na analizę graficzną. Przeprowadza się ją przez narysowanie wykresu wartości parametrów PV, EV i AC w czasie trwania projektu.
Analiza graficzna dodatkowo umożliwia prognozowanie zachowania projektu w przyszłości w kontekście jego kosztu i terminu zakończenia za pomocą wyrysowania trendów powyższych parametrów.